# Camp Rising Sun
Camp Rising Sun er en 8-ugers international sommerlejr for talentfulde unge fra hele verden. Lejrene bliver drevet af Louis August Jonas Foundation og George E. Jonas Foundation i hhv. USA og Danmark. Den første lejr (CRS/R) blev oprettet i 1930 i Red Hook, New York og havde til formål at samle 40 drenge fra New York. Senere blev lejren udvidet til at have 60 deltagere fra hele verden. I 1989 åbnede en lignende lejr (CRS/C) i Clinton, New York for 60 piger fra hele verden. I 2001 blev en tilsvarende lejr (CRS/Europe) oprettet i Stendis nær Holstebro af tidligere danske deltagere.